# Radiogaláxia

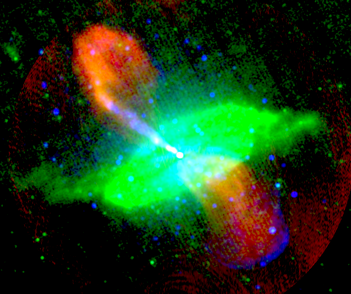
Imagem em cores falsas da radiogaláxia Centaurus A, mostrando emissões nas faixas de rádio (vermelho), infravermelho de 24 micrômetros (verde) e raios-X de 0,5 a 5 keV (azul). O jato pode ser visto emitindo radiação síncrotron em todas as três faixas. Os lóbulos emitem apenas na faixa de frequência de rádio e, portanto, aparecem em vermelho. Gás e poeira na galáxia emitem radiação térmica no infravermelho. A radiação térmica de raios-X do gás quente e a emissão não térmica de elétrons relativísticos podem ser vistas nas 'camadas' azuis ao redor dos lóbulos, particularmente ao sul (abaixo).

Uma radiogaláxia é uma galáxia com regiões gigantes de emissão de rádio que se estendem muito além de sua estrutura visível. Esses lóbulos de rádio energéticos são alimentados por jatos de seu núcleo galáctico ativo. Eles têm luminosidades em comprimentos de onda de rádio de até 1039 W entre 10 MHz e 100 GHz. A emissão de rádio é devido ao processo síncrotron. A estrutura observada na emissão de rádio é determinada pela interação entre jatos gêmeos e o meio externo, modificada pelos efeitos de radiação relativística. As galáxias hospedeiras são quase exclusivamente grandes galáxias elípticas. Galáxias ativas de rádio-alto podem ser detectadas a grandes distâncias, tornando-as ferramentas valiosas para cosmologia observacional. Recentemente, muito trabalho foi feito sobre os efeitos desses objetos no meio intergaláctico, particularmente em grupos e aglomerados de galáxias.

## Processos de emissão
A emissão de rádio de galáxias ativas de rádio-alto é a emissão de síncrotron, conforme inferido de sua natureza de banda larga muito suave e forte polarização. Isso implica que o plasma emissor de rádio contém, pelo menos, elétrons com velocidades relativísticas (fatores de Lorentz de ~104) e campos magnéticos. Como o plasma deve ser neutro, ele também deve conter prótons ou pósitrons. Não há como determinar o conteúdo de partículas diretamente a partir de observações de radiação síncrotron. Além disso, não há como determinar as densidades de energia em partículas e campos magnéticos a partir da observação: a mesma emissividade síncrotron pode ser resultado de alguns elétrons e um campo forte, ou um campo fraco e muitos elétrons, ou algo intermediário. É possível determinar uma condição de energia mínima que é a densidade de energia mínima que uma região com uma dada emissividade pode ter, mas por muitos anos não havia nenhuma razão particular para acreditar que as verdadeiras energias estivessem perto das energias mínimas.
Um processo irmão da radiação síncrotron é o processo de inverso-Compton, no qual os elétrons relativísticos interagem com os fótons do ambiente e Thomson os espalha em altas energias. A emissão de inverso-Compton de fontes de rádio-alto acaba sendo particularmente importante em raios-X, e, como depende apenas da densidade de elétrons, uma detecção de espalhamento de inverso-Compton permite uma estimativa de certa forma dependente do modelo de as densidades de energia nas partículas e campos magnéticos. Isso tem sido usado para argumentar que muitas fontes poderosas estão realmente muito próximas da condição de energia mínima.
A radiação síncrotron não está confinada aos comprimentos de onda de rádio: se a fonte de rádio pode acelerar partículas a energias suficientemente altas, os recursos detectados nos comprimentos de onda de rádio também podem ser vistos no infravermelho, óptico, ultravioleta ou mesmo raio-X. Neste último caso, os elétrons responsáveis devem ter energias superiores a 1 TeV em intensidades típicas de campo magnético. Novamente, polarização e espectro contínuo são usados para distinguir a radiação síncrotron de outros processos de emissão. Jatos e hotspots são as fontes usuais de emissão síncrotron de alta frequência. É difícil distinguir observacionalmente entre a radiação síncrotron e a radiação inverso-Compton, tornando-as objeto de pesquisa em andamento.
Os processos, coletivamente conhecidos como aceleração de partículas, produzem populações de partículas relativísticas e não térmicas que dão origem a radiação síncrotron e inverso-Compton. A aceleração de Fermi é um processo de aceleração de partículas plausível em galáxias ativas de rádio-alto.

## Estruturas de rádio

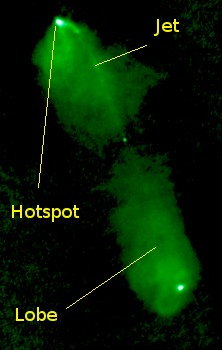
Imagem pseudo-colorida da estrutura de rádio em grande escala da radiogaláxia FRII 3C98. Os lóbulos, jato e o hotspot são rotulados

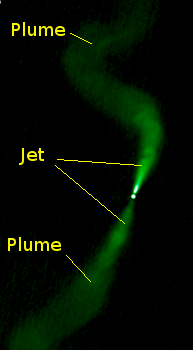
Imagem pseudo-colorida da estrutura de rádio em grande escala da radiogaláxia FRI 3C31. Jatos e plumas são rotulados

Radiogaláxias e, em menor grau, quasares de rádio-alto exibem uma ampla gama de estruturas em mapas de rádio. As estruturas de grande escala mais comuns são chamadas de lobos: são estruturas duplas, muitas vezes bastante simétricas, aproximadamente elipsoidais colocadas em ambos os lados do núcleo ativo. Uma minoria significativa de fontes de baixa luminosidade exibe estruturas geralmente conhecidas como plumas que são muito mais alongadas. Algumas radiogaláxias mostram uma ou duas longas e estreitas características conhecidas como jatos (o exemplo mais famoso é a galáxia gigante Messier 87 no aglomerado de Virgem) vindo diretamente do núcleo e indo para os lóbulos. Desde a década de 1970, o modelo mais amplamente aceito tem sido que os lóbulos ou plumas são alimentados por feixes de partículas de alta energia e campo magnético vindo de perto do núcleo ativo. Acredita-se que os jatos sejam as manifestações visíveis dos feixes, e muitas vezes o termo jato é usado para se referir tanto à característica observável quanto ao fluxo subjacente.
Em 1974, as fontes de rádio foram divididas por Bernard L. Fanaroff e Julia M. Riley em duas classes, agora conhecidas como Fanaroff e Riley Classe I (FRI) e Classe II (FRII). A distinção foi feita originalmente com base na morfologia da emissão de rádio em grande escala (o tipo foi determinado pela distância entre os pontos mais brilhantes na emissão de rádio): as fontes FRI eram mais brilhantes no centro, enquanto as fontes FRII eram mais brilhantes nas bordas. Fanaroff e Riley observaram que havia uma divisão razoavelmente nítida na luminosidade entre as duas classes: FRI eram de baixa luminosidade, FRII eram de alta luminosidade. Com observações de rádio mais detalhadas, a morfologia acaba por refletir o método de transporte de energia na fonte de rádio. Os objetos FRI normalmente têm jatos brilhantes no centro, enquanto os FRII têm jatos fracos, mas hotspots brilhantes nas extremidades dos lóbulos. Os FRII parecem ser capazes de transportar energia de forma eficiente para as extremidades dos lóbulos, enquanto os feixes de FRI são ineficientes no sentido de que irradiam uma quantidade significativa de sua energia enquanto viajam.
Em mais detalhes, a divisão FRI/FRII depende do ambiente da galáxia hospedeira no sentido de que a transição FRI/FRII aparece em luminosidades mais altas em galáxias mais massivas. Jatos FRI são conhecidos por desacelerar nas regiões em que sua emissão de rádio é mais brilhante, e assim parece que a transição FRI/FRII reflete se um jato/feixe pode se propagar através da galáxia hospedeira sem ser desacelerado para velocidades sub-relativísticas por interação com o meio intergaláctico. A partir da análise dos efeitos da radiação relativística, sabe-se que os jatos das fontes FRII permanecem relativísticos (com velocidades de pelo menos 0.5c) até as extremidades dos lóbulos. Os hotspots que geralmente são vistos em fontes FRII são interpretados como sendo as manifestações visíveis de choques formados quando o jato rápido e, portanto, supersônico (a velocidade do som não pode exceder c/√3) termina abruptamente no final da fonte, e suas distribuições espectrais de energia são consistentes com este quadro. Muitas vezes, vários pontos de acesso são vistos, refletindo o fluxo contínuo após o choque ou o movimento do ponto de terminação do jato: a região geral do ponto de acesso é às vezes chamada de complexo do ponto de acesso.
Os nomes são dados a vários tipos particulares de fonte de rádio com base em sua estrutura de rádio:
- Duplo clássico refere-se a uma fonte FRII com pontos de acesso claros.
- Cauda grande angular normalmente se refere a uma fonte intermediária entre a estrutura FRI e FRII padrão, com jatos eficientes e às vezes hotspots, mas com plumas em vez de lóbulos, encontrados nos centros dos aglomerados ou perto deles.
- Cauda de ângulo estreito ou Fonte de cabeça-cauda descreve um FRI que parece ser dobrado pela pressão do aríete à medida que se move através de um aglomerado.
- Dublês gordos são fontes com lóbulos difusos, mas nem jatos nem hotspots. Algumas dessas fontes podem ser relíquias cujo fornecimento de energia foi desligado permanentemente ou temporariamente.

## Ciclos de vida e dinâmica
As maiores radiogaláxias têm lóbulos ou plumas que se estendem a escalas de megaparsec (mais no caso de radiogaláxias gigantes como 3C 236), implicando uma escala de tempo de crescimento da ordem de dezenas a centenas de milhões de anos. Isso significa que, exceto no caso de fontes muito pequenas e muito jovens, não podemos observar diretamente a dinâmica da fonte de rádio e, portanto, devemos recorrer à teoria e inferências de um grande número de objetos. Claramente, as fontes de rádio devem começar pequenas e crescer. No caso de fontes com lóbulos, a dinâmica é bastante simples: os jatos alimentam os lóbulos, a pressão dos lóbulos aumenta e os lóbulos se expandem. A rapidez com que se expandem depende da densidade e pressão do meio externo. A fase de maior pressão do meio externo e, portanto, a fase mais importante do ponto de vista da dinâmica, é o gás quente difuso emissor de raios-X. Por muito tempo, assumiu-se que fontes poderosas se expandiriam supersônicamente, empurrando um choque através do meio externo. No entanto, observações de raios-X mostram que as pressões do lóbulo interno de fontes FRII poderosas são frequentemente próximas às pressões térmicas externas e não muito mais altas do que as pressões externas, como seria necessário para a expansão supersônica. O único sistema de expansão supersônica inequivocamente conhecido consiste nos lobos internos da radiogaláxia Centaurus A, que são provavelmente o resultado de uma explosão comparativamente recente do núcleo ativo.

## Galáxias hospedeiras e ambientes
Essas fontes de rádio são quase universalmente encontradas hospedadas por galáxias elípticas, embora haja uma exceção bem documentada, NGC 4151. Algumas galáxias Seyfert mostram jatos de rádio fracos e pequenos, mas não são radioluminosos o suficiente para serem classificados como rádio-alto. As informações que existem sobre as galáxias hospedeiras de quasares e blazares de rádio-alto sugerem que elas também são hospedadas por galáxias elípticas.
Existem várias razões possíveis para esta preferência muito forte por elípticas. Uma é que as elípticas geralmente contêm os buracos negros mais massivos e, portanto, são capazes de alimentar as galáxias ativas mais luminosas (veja a luminosidade de Eddington). Outra é que as elípticas geralmente habitam ambientes mais ricos, fornecendo um meio intergaláctico de grande escala para confinar a fonte de rádio. Também pode ser que as maiores quantidades de gás frio nas galáxias espirais de alguma forma perturbem ou sufoquem um jato em formação. Até o momento, não há uma explicação única convincente para as observações.

## Modelos unificados
Os diferentes tipos de galáxias ativas de rádio-alto estão ligados por modelos unificados. A principal observação que levou à adoção de modelos unificados para poderosas radiogaláxias e quasares de rádio-alto foi que todos os quasares parecem ser irradiados em nossa direção, mostrando movimento superluminal nos núcleos e jatos brilhantes no lado da fonte mais próxima de nós (o efeito Laing-Garrington). Se este for o caso, deve haver uma população de objetos não irradiados em nossa direção e, como sabemos que os lóbulos não são afetados por irradiação, eles apareceriam como radiogaláxias, desde que o núcleo do quasar seja obscurecido quando a fonte é vista de lado. Agora é aceito que pelo menos algumas radiogaláxias poderosas têm quasares 'escondidos', embora não esteja claro se todas essas radiogaláxias seriam quasares se vistas do ângulo certo. De maneira semelhante, radiogaláxias de baixa potência são uma população-mãe plausível para objetos BL Lacertae.

## Usos de radiogaláxias